# Pleurothallis claudii
Pleurothallis claudii là một loài thực vật có hoa trong họ Lan. Loài này được Rchb.f. ex Dod miêu tả khoa học đầu tiên năm 1978.